# Antrisocopia prehensilis
Antrisocopia prehensilis е вид челюстнокрако от семейство Platycopiidae. Видът е критично застрашен от изчезване.

## Разпространение и местообитание
Разпространен е в Бермудски острови.
Обитава океани и морета.